# Chinatown (album)
Chinatown je desáté studiové album irské skupiny Thin Lizzy. Vydáno bylo v říjnu roku 1980 společností Vertigo Records a spolu se členy kapely jej produkoval Kit Woolven. Oproti předchozímu albu došlo ke změně na postu druhého kytaristy, jímž na této desce je Snowy White.

## Seznam skladeb
1. We Will Be Strong – 5:11
2. Chinatown – 4:43
3. Sweetheart – 3:29
4. Sugar Blues – 4:22
5. Killer on the Loose – 3:55
6. Having a Good Time – 4:38
7. Genocide (The Killing of the Buffalo) – 5:06
8. Didn't I – 4:28
9. Hey You – 5:09

## Obsazení
Thin Lizzy
- Phil Lynott – zpěv, baskytara, klávesy
- Scott Gorham – kytara, zpěv
- Snowy White – kytara, zpěv
- Brian Downey – bicí, perkuse

Ostatní hudebníci
- Darren Wharton – klávesy, doprovodné vokály
- Midge Ure – doprovodné vokály
- Tim Hinkley – elektrické piano
- Fiachra Trench – aranžmá smyčců